# DJ KIMURA
DJ KIMURA（ディージェイ・キムラ、本名：木村 芳生（きむら よしお）、1962年11月5日 - ）は、日本のDJ。香川県出身。1991年から2000年までオリックス・ブルーウェーブのスタジアムDJとして活躍。現在は映像制作会社「株式会社レオナルズ」社長。

## 経歴
高校時代からディスコへ出入り。1980年代半ばのディスコブームに一世を風靡したマハラジャによる京都「祇園マハラジャ」の対抗馬として生まれた河原町のアミューズメントディスコビル「イマージアム」に生まれたB2F〜2Fの大箱階層ディスコ「ガイア」の初代チーフDJ。以降、全国のディスコにゲストDJとしてライブ活動。
1991年よりオリックス・ブルーウェーブにて、日本における初代男性球場アナウンサーとして「スタジアムDJ」という肩書きを名乗り、ディスコ流の喋り・演出をスタジアムに持ち込み日本プロスポーツ界の演出面の向上に大きく貢献した。
2000年をもってオリックス・ブルーウェーブスタジアムDJを勇退。2001年から2003年にはJリーグガンバ大阪のスタジアムDJも務める等の活動の傍ら映像演出等の研究を積み、映像制作会社レオナルズにてオリックス・バファローズ、横浜DeNAベイスターズ、東北楽天ゴールデンイーグルス、Jリーグクラブなどの映像制作に携わる。

## ディスコグラフィー
- 『I WANNA DANCE WITH YOU』日本コロムビア（1996年3月20日）
- 『BASS ROCKET Vol.1〜4』east west（1997年 - 1998年）

## 主な提供楽曲
- TWO GUYS/Free From The Cage
- Laid-Back/Girl's Guess,Adoroble Love
- Laid-Back/Sweetest Lover's
- メロディー・セクストン/U LEFT ME
- メロディー・セクストン/GET WITH IT
- メロディー・セクストン/KILLER LOOP
- Degiphatt/Crash The Gold

他

## 主な出演番組
- 関西テレビ　『タッチダウン』キャスター（1992年4月 - 1994年3月）
- J SKY SPORTS　『J SKY STADIUM』キャスター&コメンテーター（2001年 - 2002年）